# 諫山博
諫山 博（いさやま ひろし、1921年12月5日 - 2004年11月27日）は、日本の政治家、弁護士。参議院議員、衆議院議員をそれぞれ1期ずつ務めた。

## 来歴
福岡県浮羽郡浮羽町（現・うきは市）生まれ。九州大学法文学部哲学科を経て、1951年に弁護士開業。以後自由法曹団幹事や共産党福岡県委員会法規対策部長、福岡第一法律事務所長などを歴任する。
九州では戦後初の自由法曹団員として、三井三池争議の現地弁護団に加わった。
1972年の衆院選に福岡1区から立候補し初当選を果たすが、再選を期して1976年、1979年、そして1980年の各衆院選に立候補するも落選。
1986年の同年の参院選で比例区から立候補し初当選となる。参議院議員を1期務めた後、1992年に政界から引退を表明する。議員時代には、弁護士時代に培った法曹知識を武器に警察問題を担当、公安権力と対峙した。
2004年11月27日、腎不全のため、福岡県福岡市博多区の病院で死去した。82歳没。

## エピソード
大の甘党で、パンの上に餡をのせ砂糖をかけて食べるのが好みだったという。
弁護士時代は菅生事件や直方スパイ調査事件、芦屋事件、国会議員としても日本共産党本部盗撮事件の第一人者として活動した。日本共産党幹部宅盗聴事件の際には現地に赴き、NTT職員と電話線の調査を行った。

## 著書
- 『三井三池』（三一新書、1960年）
- 『駐在所爆破犯人は現職警官だった』（新日本出版社、1978年）
- 『司法における民主主義 諫山博著作集』（葦書房、1984年）
- 『消えた巡査部長』（昭和出版、1990年）
- 『警察を衝く』（新日本出版社 1992年）
- 『スパイ告発 裁かれた五つの権力犯罪』（光陽出版社 2000年）